# Duca di Montagu
Duca di Montagu  (Duke of Montagu) era un titolo ereditario della nobiltà britannica nella Parìa inglese (Pari d'Inghilterra).
Il primo a fregiarsi di questo titolo fu il diplomatico Ralph Montagu, III barone Montagu di Boughton (1638 – 1709), col titolo sussidiario di marchese di Monthermer, ma il titolo si estinse nel 1749 alla morte del figlio di questi. Il ducato venne ricreato nella Parìa del Regno Unito nel 1766 per il genero dell'ultimo duca, George Montagu (nato Brudenell), IV conte di Cardigan, col titolo sussidiario di marchese di Monthermer. Alla morte di questi nel 1790, ad ogni modo, il ducato ed il marchesato si estinsero, mentre la contea di Cardigan passò a suo fratello minore, James Brudenell, V conte di Cardigan.
La loro residenza londinese, nel quartiere di Bloomsbury, era Montagu House, una delle più sontuose dell'epoca, affrescata da Charles de La Fosse (uno dei più importanti pittori francesi del Sei-Settecento che affrescò la Cappella di Versailles), fu ceduta per diventare la prima sede del British Museum che ancora ne occupa il sito (purtroppo la costruzione originale andò distrutta per l'ampliamento dello stesso museo a inizio Ottocento).

## Conti di Montagu (1689)
altri titoli: barone Montagu di Boughton (1621)
- Ralph Montagu, III barone Montagu di Boughton, I conte di Montagu (1638–1709) (creato duca di Montagu nel 1705)

## Duchi di Montagu, I creazione (1705)
altri titoli: conte di Montagu (1621) e barone Montagu di Boughton (1621)
- Ralph Montagu, I duca di Montagu (1638–1709) cortigiano e diplomatico
- John Montagu, II duca di Montagu (1690–1749), unico figlio del I duca, morto senza eredi maschi

## Duchi di Montagu, II creazione (1766)
altri titoli: marchese di Monthermer (1766), conte di Cardigan (1661), barone Brudenell di Stonton, nella contea di Leicester (1628) e barone Montagu di Boughton, nella contea di Northampton (1786)
- George Montagu, I duca di Montagu (1712–1790), genero del II duca
  - John Montagu, marchese di Monthermer (1735–1770), unico figlio del I duca, premorì a suo padre senza essersi sposato e senza aver avuto eredi